# Schofieldia monticola
Schofieldia monticola là một loài rêu trong họ Cephaloziaceae. Loài này được J.D. Godfrey mô tả khoa học đầu tiên năm 1976.